# Гвідо Соррентський
Гвідо Соррентський (італ. Guido di Sorrento; бл.1012 — 1073) — лангобардський герцог Соррентський з 1035 року, син князя Салернського Гваймара III і брат князя Салернського Гваймара IV.

## Біографія
Син князя Салернського Гваймара III і Гайтельгріми (дочки Пандульфа II Беневентського). Молодший брат князя Гваймара IV, тестя Вільгельма Залізорукого і Вільгельма Отвільського та зятя Онфруа Отвільського. Відомий переважно завдяки своїм зв'язкам (кровним та шлюбним) з провідними постатями історичної доби заміни лангобардського правління в Південній Італії на нормандське.
Його дядько князь Капуанський Пандульф IV призначив його гастальдом Капуї, а пізніше його старший брат, князь Салернський Гваймар IV призначив його також герцогом Соррентто, яке Гваймар завоював у 1035 році. Протягом усього правління, Гваймар користувався підтримкою брата та нормандців.

## Апулійське графство
Об'єднання двох нормандських родин, Отвілів та Дренго, було джерелом сили, оскільки вони були конкретно засновані на володіннях Аверси та Мельфі. Гваймар офіційно визнав завоювання: наприкінці року разом із самим Ранульфом та Вільгельмом вони вирушили до Мельфі та зібрали збори лангобардських та нормандських баронів, які завершилися на початку наступного року (1043).
На цих зборах князь Салернський Гваймар визнав Вільгельма Отвіля «Залізнорукого» графом Апулії зі столицею в Мельфі. Таким чином, Вільгельм Залізнорукий зрівнявся в статусі із графом Аверським Райнульфом Дренго, який також отримав у володіння в Апулії Сіпонт та Гаргано.
Нормандці принесли оммаж Гваймару як його васали. Щоб скріпити звязки з нормандцями Гваймар запропонував Вільгельму Отвілю в дружини свою племінницю, дочку герцога Гвідо.

## Шлюб Вільгельма Отвільського
У 1058 або 1059 році молодший брат Вільгельма Залізнорукого, Вільгельм Приницпатський одружився з іншою дочкою Гвідо, соррентською принцесою Гвідою. Після смерті Гвідо Вільгельм успадкував усі його володіння у Салернському князівстві та постійно воював проти наступника Гваймара, Гізульфа II, землі якого він займав, поки під владою Гваймара не залишилось фактично лише місто Салерно. Пізніше він також конфліктував зі своїм братом Робертом Гвіскаром, коли останній прийшов на допомогу Гізульфу, який обіцяв йому заміж свою сестру Сікелгайту Салернську, хоча згодом стосунки між братами налагодилися.

## Смерть Гваймара IV
Після вбивства його брата Гваймара IV в порту Салерно в 1052 році, Гвідо організував спротив вбивцям, що полонили Гізульфа, спадкоємця салернського престолу. Герцог негайно відправився до Мельфі, де запропонував щедру винагороду нормандцям в обмін на їхню допомогу. Нормандці разом із соррентійською армією взяли в облогу Салерно в спробі змусити змовників здатися. Невдовзі вдалося захопити родини чотирьох убивць Гваймара, домовившися про їхнє звільнення разом зі звільненням Гізульфа. Коли змовники здалися, Гвідо поклявся не мститися їм і не вживати репресій, тоді як нормандці, не вважаючи себе зв'язаними цією обіцянкою, вбили чотирьох братів разом із тридцятьма шістьма іншими членами родини, по одному за кожну ножову рану, знайдену на тілі Гваймара.
Герцог Гвідо посадив свого племінника на троні Салернського князівства як законного князя та висловив йому оммаж разом із нормандцями, які воювали на його боці. Нормандці воліли б, щоб Салернське князівство очолив Гвідо, але прийняли його рішення та визнали Гізульфа новим сувереном.
Зі свого боку, Гвідо завжди залишався вірним керівництву Отвілів. У 1073 році він взяв у полон свого бунтівного племінника Германа і змусив його визнати владу Роберта Гвіскара.
Гвідо помер, коли потужна впливова і потужна держава, яку заснував його брат і яку він так завзято захищав, руйнувалося. Після його смерті Сорренто знову стало незалежним герцогством. Його син Гваймар (Джефуно) був засновником родини Гіффоне.